# Graptopetalum amethystinum
Graptopetalum amethystinum är en fetbladsväxtart som först beskrevs av Joseph Nelson Rose, och fick sitt nu gällande namn av Walther. Graptopetalum amethystinum ingår i släktet Graptopetalum och familjen fetbladsväxter. Inga underarter finns listade i Catalogue of Life.

## Bildgalleri

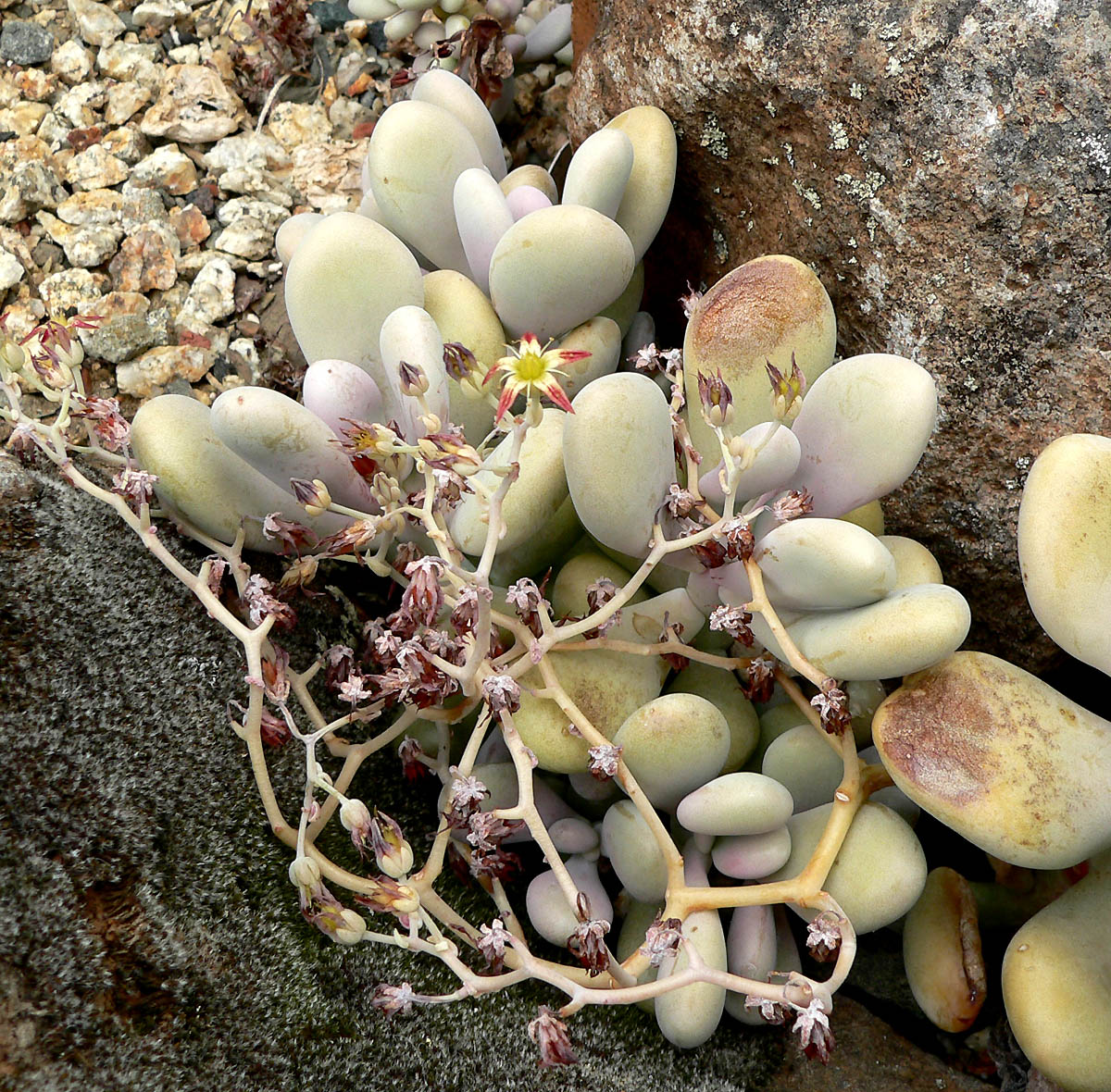
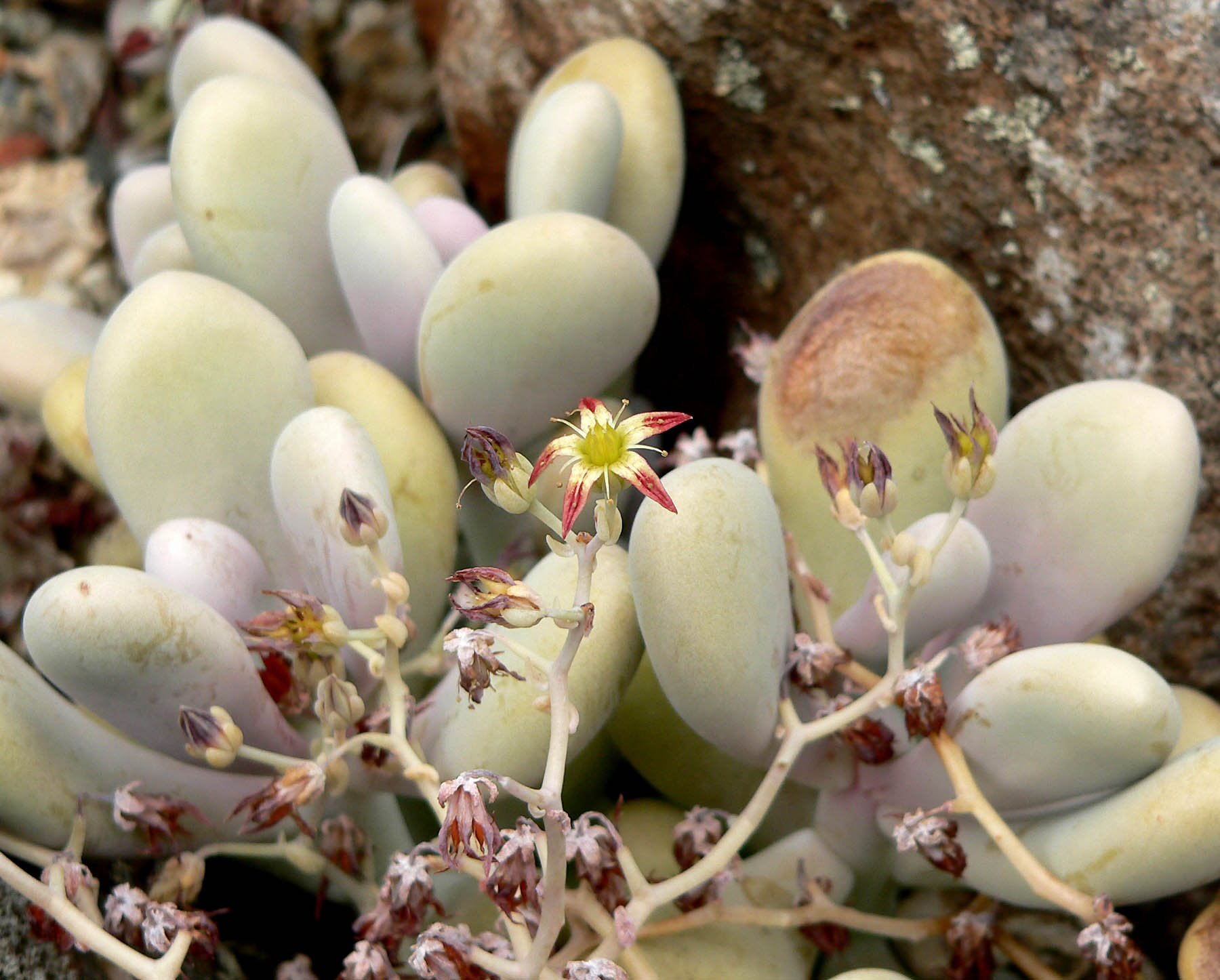
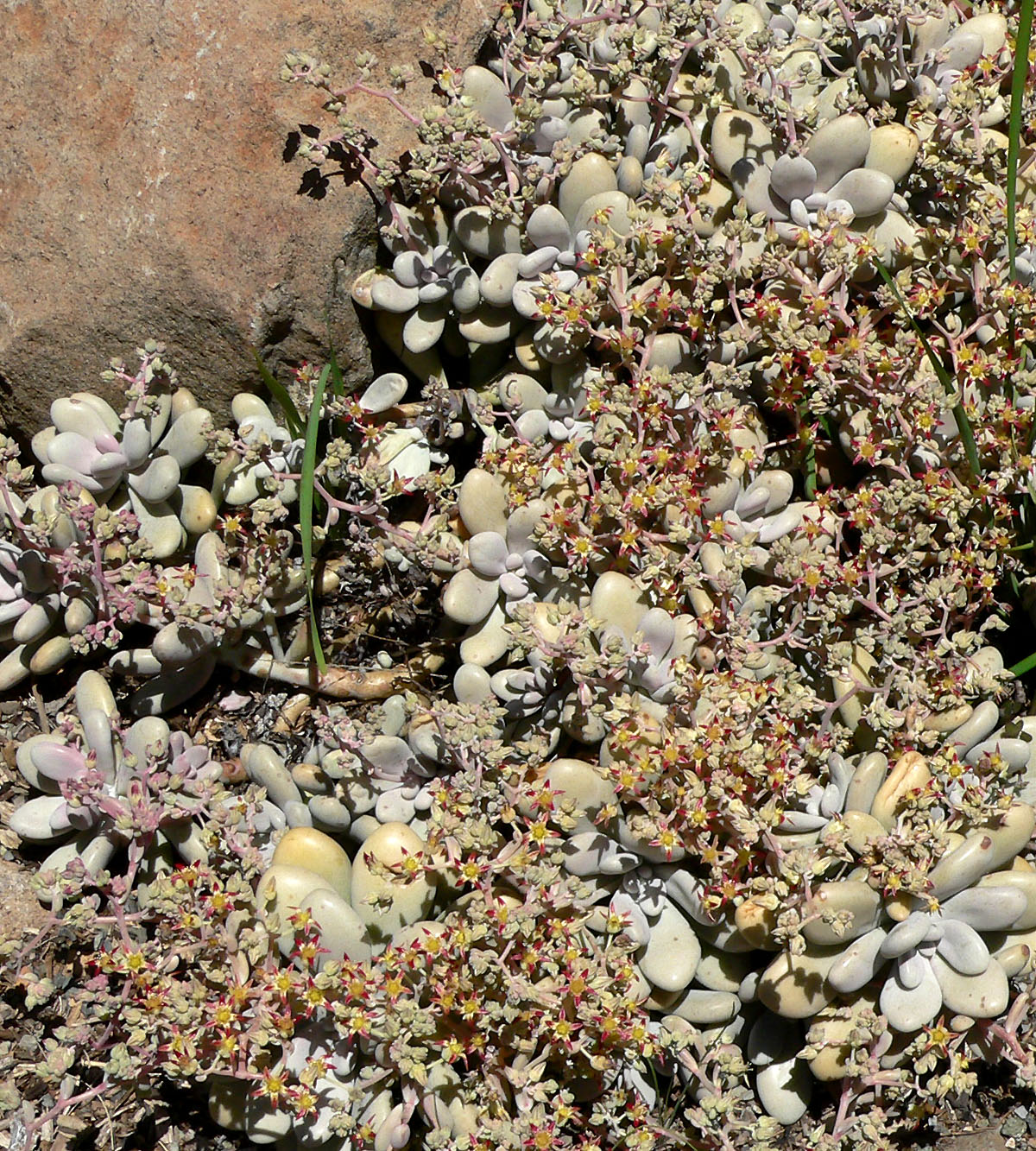
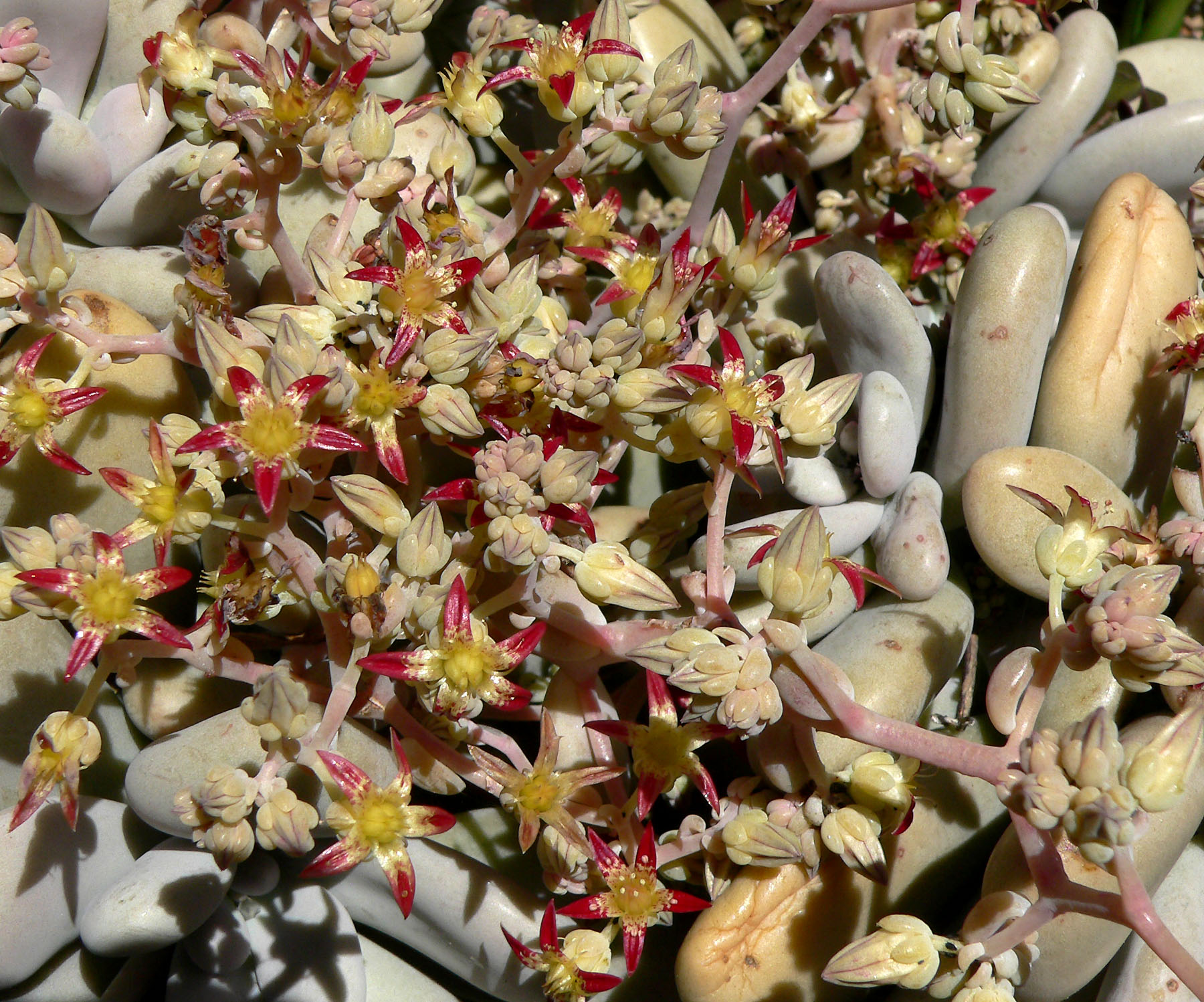
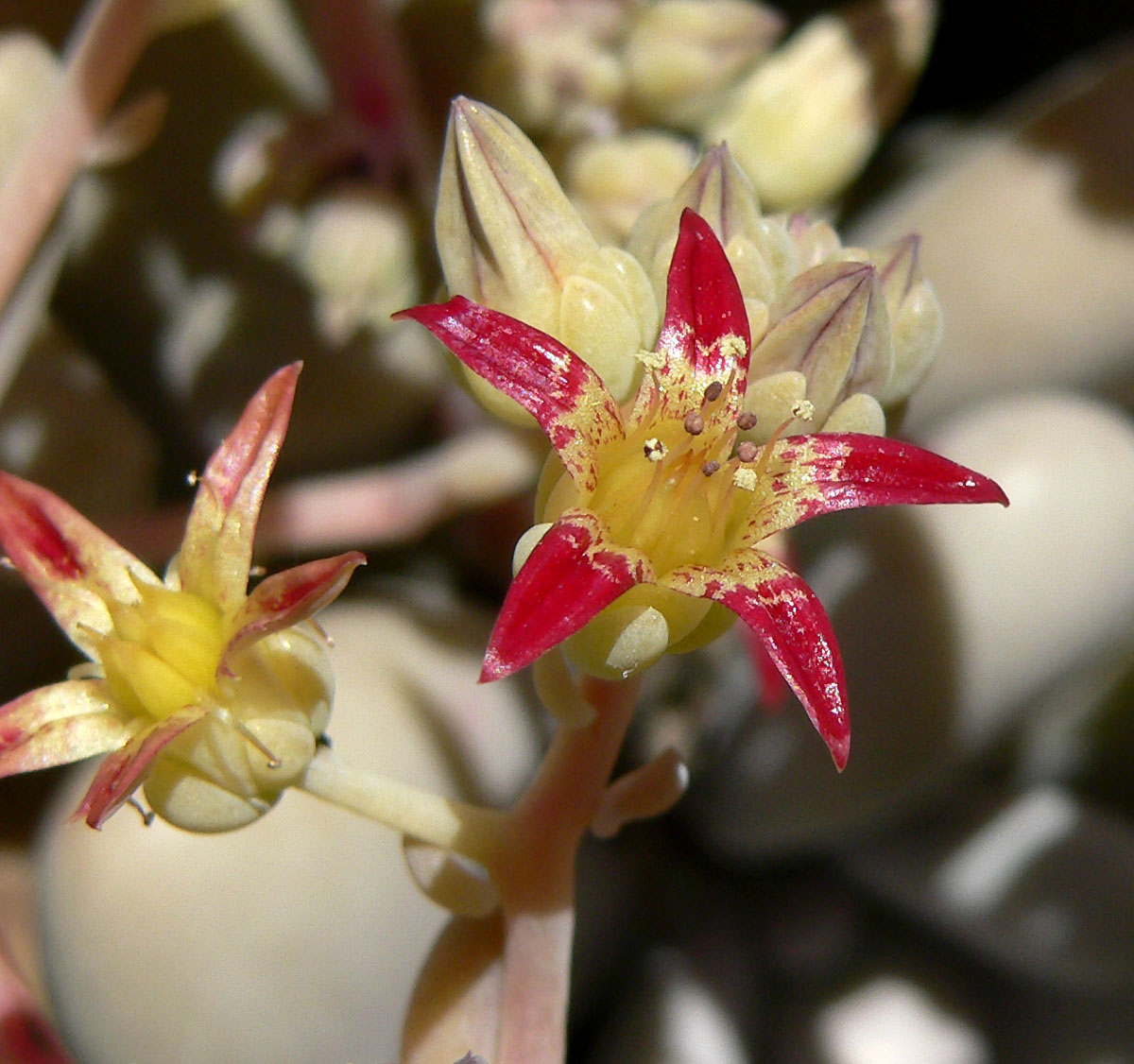